# Treize-Septiers
Treize-Septiers is een gemeente in het Franse departement Vendée (regio Pays de la Loire) en telt 2526 inwoners (2004). De plaats maakt deel uit van het arrondissement La Roche-sur-Yon.

## Geografie
De oppervlakte van Treize-Septiers bedraagt 21,9 km², de bevolkingsdichtheid is 115,3 inwoners per km².
De onderstaande kaart toont de ligging van Treize-Septiers met de belangrijkste infrastructuur en aangrenzende gemeenten.

## Demografie
Onderstaande figuur toont het verloop van het inwonertal (bron: INSEE-tellingen).

1. ↑  Populations de référence 2022.